# Ben Crenshaw
Ben Daniel Crenshaw (Austin, 11 gennaio 1952) è un golfista statunitense.

## Biografia
Nel 1973 Crenshaw è stato il secondo giocatore della storia del PGA Tour a riuscire a vincere un torneo da debuttante, affiancando Marty Fleckman che era stato il primo a riuscire nell'impresa nel 1967.
Ha vinto per due volte il The Masters, uno dei quattro tornei major, nel 1984 e nel 1995.
È considerato uno dei migliori esecutori di putt della storia di questo sport.
Nel 2002 è stato introdotto nella World Golf Hall of Fame.
Complessivamente in carriera ha vinto 27 tornei.